# Cherves-de-Cognac
Cherves-de-Cognac era una comuna francesa que estaba situada en el departamento de Charente, de la región de Nueva Aquitania, que en 1972 se fusionó con la comuna de Richemont, formando la nueva comuna de Cherves-Richemont.

## Historia
En 1867 absorbe, con Cognac, la comuna de Crouin.

## Demografía
| Gráfica de evolución demográfica de Cherves-de-Cognac entre 1800 y 1968 |
|                                                                         |

Los datos demográficos contemplados en este gráfico se han cogido de la página francesa EHESS/Cassini.